# Sternocera laevigata
Sternocera laevigata es una especie de escarabajo del género Sternocera, familia Buprestidae. Fue descrita científicamente por Olivier en 1790.

## Distribución geográfica
Habita en la región indomalaya.